# Liste der Adelsgeschlechter namens Moeller
Dies ist eine Liste von Adelsgeschlechtern und Nobilitierungen mit Namen Moeller oder Möller. Da häufig mehrere Schreibweisen in den Familien historisch vorkommen ist eine strikte Trennung nur sehr eingeschränkt möglich. Unter Hinzunahme der Schreibweisen Moller oder Möllner wäre die Liste noch um einige Familien ergänzt.

## Familien

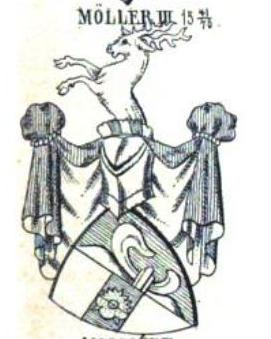
Möller (1541)

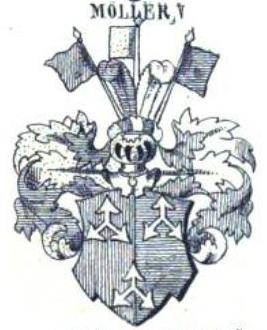
Möller (1654)

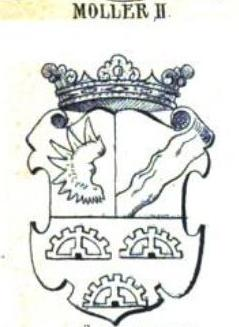
Möller (1744)

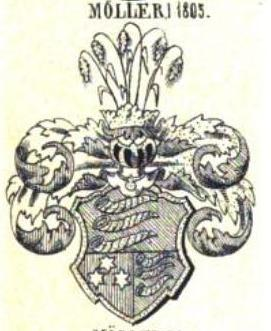
Moeller (1805)

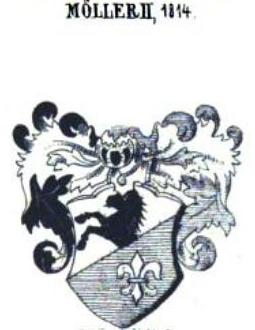
Moeller (1814)

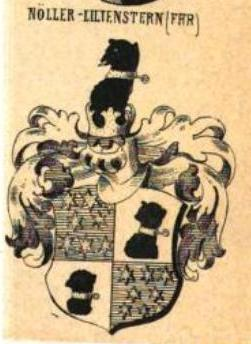
Moeller-Lilienstern

- Möller – Oeselscher Uradel, 1654 schwedische Adelsanerkennung für Hendrik (Heinrich) Möller († 1664) als Möllerswärd, 1655 Introduzierung bei der Adelsklasse der schwedischen Ritterschaft (Nr. 645)[1] kam später nach Ostpreußen.[2] 1861 Immatrikulation bei der Estländischen Ritterschaft als v. Möller a.d.H. Sommerpahlen[3]
- Möller (1541) – Der Ratsherr Joachim Moeller aus Hamburg entstammt einem braunschweigisch-Lüneburgischen Geschlecht, er erhielt am 25. Mai 1541 von Kaiser Karl V. den Adel der am 18. März 1570 von Maximilian II. nochmals mit Wappenbesserung bestätigt wurde[4]
- Möller (1631) – Schwedischer Adelstand für Johan Möller († 1632), Rittmeister und Resident in Moskau, Introduzierung bei der Adelsklasse der schwedischen Ritterschaft (Nr. 454)[5]
- Möller (1718) – Schwedischer Adelstand für Johan Daniel Möller (1684–1737), nachmaliger Oberstleutnant, als Möllerstierna, 1719 Introduzierung bei der Adelsklasse der schwedischen Ritterschaft (Nr. 1549), 1776 erloschen.[6]
- Möller (1720) – Schwedischer Adelstand für Johann Möller (1809–1722), schwedischer Major, als Möllerheim, 1746 Introduzierung bei der Adelsklasse der schwedischen Ritterschaft (Nr. 1876), 1774 erloschen.[7]
- Möller (1744) – Preußischer Adel am 15. Januar 1744 für den Kriegskommissar Christian Ludwig Möller.[8]
- Moeller (1789) – russischer Freiherrnstand als Baron von Möller-Sakomelski für den General der Artillerie Johann Iwanowitsch Moeller.
- Moeller (Adelsgeschlecht, 1800/1805) – Ernst August von Moeller, Capitän Carl Wilhelm von Moeller, Leutnant, 1800[9]
 der Arzt und Medizinalrat Johann Georg Möller (1758–1842) aus Minden erhielt 1805 den Adel[10]
- Möller (1809) – Schwedischer Adelstand für Axel Johan Adam Möller (1787–1846) nachmaliger Generalmajor, als Möllerhjelm, Introduzierung bei der Adelsklasse der schwedischen Ritterschaft (Nr. 2202), 1846 erloschen.[11] nr 2202
- Möller (1814) – Der Hofgerichtspräsident Gustav Moeller aus Greifswald, erhielt am 27. Oktober 1814 den schwedischen Adel.
- Moeller (1827)[12]
- Möller (1837) – Der kurhessische Medizinalrat Dr. Ludwig Moeller bekam am 28. Januar 1837[13] vom König von Bayern den Adel[14], kurhessischer Adel am 5. Januar 1842[15]
- Möller (1860) – Schwedischer Adelstand für Peter Möller (1809–1883), Introduzierung bei der Adelsklasse der schwedischen Ritterschaft (Nr. 2336), 1932 erloschen.[16]
- Möller (1905) – Der preußische Staatsminister Theodor Adolf Möller (1840–1925) erhielt am 18. Oktober 1905 den preußischen Adel.[17]
- Möller von Lilienstern, ein mecklenburgisches Geschlecht, seit 1804 Reichsfreiherren[18]